# 挽汶縣
挽汶縣是泰國首都曼谷轄下的50個區之一。挽汶縣總面積34.745平方公里。根據泰國政府於2017年所作的人口調查數據顯示，居住於曼磅縣的總人口數量為107118人。

## 經濟
農業是挽汶縣經濟的主要產業。曼磅縣的著名產品包括芒果、椰子、蘭花和蓮花。